# Инчукалнс (станция)
И́нчукалнс (латыш. Inčukalns) — железнодорожная станция на линии Рига — Лугажи, ранее являвшейся частью Псково-Рижской железной дороги. Станция была открыта в 1889 году под названием Хинценберг, а своё нынешнее название получила в 1919 году.
Находится на территории Инчукалнской волости (Инчукалнский край).